# تطوير الذاكرة

ينظم الحصين وظيفة الذاكرة.

يعرف تطوير الذاكرة بأنه فعل لتحسين ذاكرة الفرد. 

## تطوير الذاكرة
حققت البحوث الطبية المتعلقة بعجز الذاكرة و  فقدان الذاكرة المرتبط بالعمر على تفسيرات وعلاجات جديده لتطوير الذاكرة بما فيها الحمية والتمارين وإدارة الإجهاد والعلاج الإدراكي والأدوية والتصوير العصبي وبالإضافة إلى علم الأعصاب الإدراكي قد وفر لأدلة على أن العصبية الحيوية تدعم الطرق الشمولية لتطوير ذاكرة الفرد.

## عوامل عمل الذاكرة

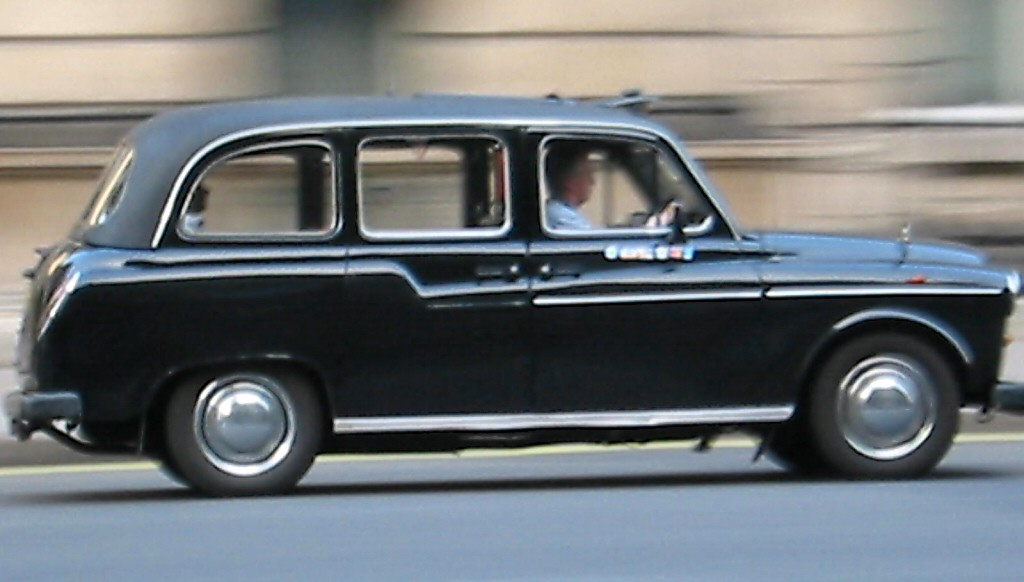
سائقي الأجرة في لندن

### المرونة العصبية
فهم أن دماغ الأنسان بمقدرته التغير من خلال التجارب في أول مرحلة لتطوير عمل الذاكرة. وقد كان يعتقد بأن دماغ البالغ كيان ثابت، ولكن قد وجد بأن الدماغ في الواقع ما هو إلا عضو بلاستيكي عالي المرونة يتغير من تجاربنا وعواطفنا وسلوكنا. والمرونة العصبية هي الآلية التي بها يشفر الدماغ التجارب ويتعلم بها السلوكيات الجديدة ويعيد تعلم سلوكه المفقود إذا كان الدماغ متضرر.
تشير المرونة العصبية المعتمدة على الخبرة أن الدماغ يتغير في الرد على حسب تجاربه. ومن الأمثلة الرائعه على هذه الديناميكية سائقي الأجرة في لندن فهم يخضعون لتمرين كثف لمدة 2 إلى 4 سنوات، يتعلمون ويحفظون أسماء وتخطيط الشوارع داخل المدينة والطرق السريعة. بعد دراسة سائقي الأجرة في لندن لمدى فترة من الزمن فقد وجد بأن كمية المادة الرمادية قد زاد مع مرور الوقت في الحصين الخلفي وهي منطقة في الدماغ تشارك إلى حد كبير في الذاكرة. فكلما طال تنقل سائقي الأجرة في شوارع لندن فهي ستزيد في كمية المادة الرمادية في الحصين الخلفي. وهذا ما يشير إلى ترابط بين التدريب العقلي للشخص الصحي أو التمرين وعلى قدرة أدمغتهم لإدارة كمية معلومات أكبر وأكثر تعقيدا. ومع ذلك ينبغي بأن نشير إلى أن ازدياد الكمية يؤدى لانخفاض في قدرة سائقي الأجرة على اكتساب معلومات حسية فراغية جديدة.

### نتائج أبحاث إعادة التأهيل
حققت عقود من أبحاث علم الأعصاب للأشخاص المصابين بصدمة وتلف الدماغ إلى تحديد عشر عوامل التي قد تؤثر في نتيجة إعادة تأهيلهم وهي أيضا إرشادات عامة لتطوير ذاكرة الأفراد الأصحاء.
1. الدوائر العصبية التي لا تشارك بنشاط في أداء المهمة لفترة طويلة من الزمن تبدأ في التحلل.
2. التدريب التأهيلي مثل التدريب المعرفي.
3. في دراسات كثيرة، أنتج التعلم أو اكتساب مهارات على تغيرات كثيرة في أنماط الاتصال العصبي على تكرار السلوكيات المعروفة.
4. التكرار فهو قد يكون مطلوب للحث على التغيرات العصبية طويلة الأمد. فبالتكرار تكون أكثر عرضة لتذكر المعلومات لأن الممارسة تقلل مقدار الجهد الذي يحتاجه الدماغ لإستهلاكه عند استرجاع ومعالجة المعلومات المهمة للعمل مما يسمح لها بأن تكون أسرع وأكثر تلقائية.
5. يمكن أن تؤثر كثافة التحفيز على التمرين في تحريض اللدونة العصبية. ينتج انخفاض كثافة التحفيز  ضعف في الردود المشبكية (الاكتئاب طويل الأمد) في حين أن زيادة كثافة التحفيز العاطفية ستنتج نشاط طويل المدى.
6. تتدهور الردود المشبكية في تجارب التحفيز أكثر في المراحل المبكرة في التحفيز وليس في وقت اخر.  وقد ثبت بأن التعزيز المستقر للذاكرة يتطلب الوقت.
7. كل ما كانت المعلومات أكثر اهمية كلما زاد الميل إلى ترميز وتذكر المعلومات. وقد تبين بأن هنالك ميل لتوجيه الانتباه نحو المنبهات وهذا ما هو واضح وهو يسمح للكشف السريع والتفاعل مع الكائنات في بيئتنا.
8. نتائج الشيخوخة في عدد من التغيرات العصبية في الدماغ. التقوية طويلة المدى (LTP) يقال فيها أن زيادة الانتقال بين الخلايا العصبية هي واحدة من الآليات الأساسية في اللدونة المتشابكة. تسبب الشيخوخة انخفاض في التقوية طويلة المدى وقدد تسبب انخفاض أيضا في اللدونة المتشابكة. التشابك العصبي هو الذي يشكل الوصلات العصبية وايضا إعادة تنظيم الخريطة القشرية كلاهما ينخفضان مع الشيخوخة. وقد يعكس التدهور المعرفي والإعاقات المرتبطة بالعمر إخفاق تدريجي في عمليات اللدونة. على الرغم بأن الشيخوخة تنتج انخفاض في اللدونة فالدماغ فيها يستجيب بشكل واضح للتجارب وللتغير. وقد تكون التغيرات على الدماغ أقل عمقا و\أو أبطا في حدوثها للعقول الأصغر سنا.
9. التحول وهي قدرة اللدونة ضمن مجموعة واحدة من الدوائر العصبية بأن تنمي اللدونة المتزامنة أو اللاحقة ويمكن أن يزيد في اكتساب سلوكيات مماثلة.
10. التداخل وهي قدرة اللدونة بمنع اللدونة الجديدة والحالية في نفس الدائرة على احتمال ضعف التعلم ويمكن أن تعرقل بعض تعلم واداء المهام.

### القلق
وجد في بحث علمي أن القلق المزمن والقلق الحاد لهما اثار سلبية في أنظمة معالجة الذاكرة. وبناء على ذلك من المهم أن نجد آليات الذي يمكن فيها الشخص أن يقلل من كمية القلق في حياتهم عند رغبتهم بتطوير ذاكرتهم.
- وقد تبين أن القلق المزمن لديه آثار سلبية على الدماغ وخاصة في أنظمة معالجة الذاكرة. ويكون الحصين أكثر عرضة للقلق المتكرر بسبب هرمونات الإجهاد الستيرويد كظرية. الجلايكورتيكود المرتفع هو فئة من هرمونات الستيرويد الكظرية نتجت من زيادة الكورتيزول وهو معروف بأنه هرمون الاستجابة للضغط في الدماغ. ويعرف بأن الجلايكورتيكود يؤثر على الذاكرة فقد ظهر في القلق المزمن ارتفاع مستويات الكورتيزول لمدة طويلة الذي يؤدي إلى انخفاض حجم الحصين وايضا العجز في الذاكرة المعتمدة على الحصين كما هو واضح في ضعف الأداء التصوري والعرضي والمكاني والسياقي للذاكرة. تؤثر مستويات الكورتيزول العالية والمزمنة طويلة المدى على درجة ضمور الحصين مما أدى إلى تخفيض حجم الحصين بقدر 14٪ وضعف الذاكرة المعتمدة على الحصين عند مقارنتها بكبار السن مع انخفاض أو اعتدال مستويات الكورتيزول. ومثال على ذلك سائقي الأجرة في لندن، ففي الحصين الأمامي فهو من المفترض أن ينخفض الحجم نتيجة لارتفاع مستويات الكورتيزول من الإجهاد.
- القلق الحاد وهو الأكثر شيوعا ينتج بسبب ظهور المنشطات الكظرية وهو ما يؤدي إلى ضعف قصير المدى وعمليات الذاكرة النشطة مثل الاهتمام الانتقائي وتقوية الذاكرة وايضا تنشيط طويل المدى. يملك عقل الأنسان ذاكرة محدودة قصيرة المدى يمكنها معالجة المعلومات وهذا ما يؤدي إلى منافسة مستمرة بين المحفزات ليتم معالجتها. تقلل عمليات التحكم المعرفي مثل الاهتمام الانتقائي هذه المنافسة من خلال التفضيل حيث توزع موارد الانتباه. فالانتباه مهم في معالجة الذاكرة وزيادة التشفير وقوة آثار الذاكرة وهو أيضا مهم للحضور الانتقائي للمعلومات ذات صلة وتجاهل المعلومات التي لا تملك أي صلة من أجل الحصول على أكبر قدر من النجاح للتذكر.

قدمت الدراسات الحيوانية والبشرية دليلا أن القلق الحاد يضعف من المحافظة على الذاكرة قصيرة المدى والذاكرة النشطة ويؤدي إلي تفاقم الاضطرابات العصبية والنفسية متضمنة الذاكرة النشطة قصيرة المدى مثل الاكتئاب والانفصام وقد أظهرت الدراسات الحيوانية مع الفئران أن التعرض للقلق الحاد يقلل من بقاء الخلايا العصبية للحصين.
تساعد إحدى أدوار الجهاز العصبي المركزي على التكيف مع البيئات المجهدة وقد اقترح بأن القلق الحاد قد يكون له وظيفة وقائية للأفراد الأكثر عرضة لهرمونات الإجهاد الخاصة بهم. ومثال على ذلك، بعض الأفراد لا يكونون قادرين على تقليل أو زيادة ارتفاع الكورتيزول وهذا ما يلعب دورا هاما على ضمور الحصين وهذا الإفراط في استجابة الجهاز العصبي المركزي للقلق يؤدي لحدوث اثار شبيه بالقلق ومزمنة لأنظمة معالجة الذاكرة.

## الإستراتيجيات

### التدريب المعرفي
نتج من تطور التدريب المعرفي إلى اكتشاف أن الدماغ بإمكانه التغير نتيجة للتجارب فالتدريب المعرفي يحسن العمل المعرفي والتي يمكن ان تزيد من سعة الذاكرة النشطة وتحسن المهارات المعرفية والوظائف في التحليل السكاني مع نقص الذاكرة النشطة. وقد يركز التدريب المعرفي على الانتباه وسرعة الإنتاج وردود الفعل العصبية والمهام المزدوجة والتدريب الإدراكي. وقد أظهر التدريب المعرفي تحسن على القدرات المعرفية لمدة تصل إلي خمس سنوات. وفي إحدى التجارب كان الهدف فيها اثبات أن التدريب المعرفي يزيد من الأعمال المعرفيه عند كبار السن من خلال استخدام ثلاثة أنواع من التمرين (الذاكرة والاستنتاج وسرعة الإنتاج) وقد وجد فيها أن التطور في القدرة المعرفية لم يتم الحفاظ عليها فقط مع مرور الوقت بل كان لها اثر تحول إيجابي في الأعمال اليومية. وبالإضافة أن هذه النتائج تشير إلى أن كل نوع من التدريب المعرفي بإمكانه أن ينتج تطورات فورية ودائمة في كل نوع من القدرة المعرفية مما يوحي بأن التدريب مفيد لتحسين الذاكرة.
وظهر بأن التدريب المعرفي في منطقة غير الذاكرة قد تعمم ونقل إلى انظمة الذاكرة ومثال على ذلك دراسة من الجمعية الأمريكية لأمراض الشيخوخة على تطور الذاكرة مع التدريب المعرفي التكيفي مع اللدونة في سنة 2009 أثبتت بأن التدريب المعرفي قد صمم لتطوير دقة وسرعة النظام السمعي اظهرت تحسينات في الذاكرة ونظام الاهتمام والأداء السمعي.
هنالك نوعان من أساليب التدريب المعرفي وهي:
- التدريب الاستراتيجي وهو يستخدم لمساعدة الأفراد لزيادة تذكر كمية من المعلومات من نوع معين ومتضمنة تعاليم النهج الفعالة للتشفير والمحافظة و\أو استرجاع من الذاكرة النشطة. والهدف الأساسي من التدريب الاستراتيجي هو لزيادة الاداء في الأعمال التي تتطلب الحفاظ على المعلومات. وتؤيد الدراسات بشدة على الادعاء أن كمية المعلومات المتذكّرة بإمكانها التزايد من خلال التدرب بصوت عالي واخبار بقصة مع المحفزات أو استخدام التصور لجعل المحفزات بارزة. التدريب الاستراتيجي استخدم مع الأطفال المصابين بمتلازمة داون وايضا على كبار السن.

التدريب الأساسي يتضمن على تكرار مهام الذاكرة العاملة المطلوبة. وبعض برامج التدريب الأساسي تحتوي على مزيج من عدة مهام مع أنواع التحفيز المتفاوتة على نطاق واسع. يزيد تنوع التدريب من فرصة واحدة من أو بعض من مزيج مهام التدريب التي ستنتج مكاسب مطلوبة متعلقة بالتدريب. والهدف من التدريب الأساسي هو التأثير على سهولة ونجاح الأداء المعرف في في الحياة اليومية. يقلل التدريب الأساسي  من أعراض اظطراب نقص الانتباه وفرط النشاط ويمكنه أن يحسن جودة حياة المرضى المصابين بالتصلب المتعدد والفصام والذين يعانون من السكتة الدماغية.  - العقل البشري